# Dějiny architektury
Dějiny architektury začínají v prehistorickém období, kdy měla většina staveb pouze symbolický účel náboženského charakteru. Později se prosadila pohřební architektura, kdy postupně byly stále honosněji pohřbíváni náčelníci, či jinak významní členové společenství. Koncem prehistorického období lidé běžně stavěli obydlí, která však neměla ambice nést nějaký umělecký názor. Hlavním stavebním materiálem tohoto období byl kámen, dřevo a hlína.

## Sumer a Egypt

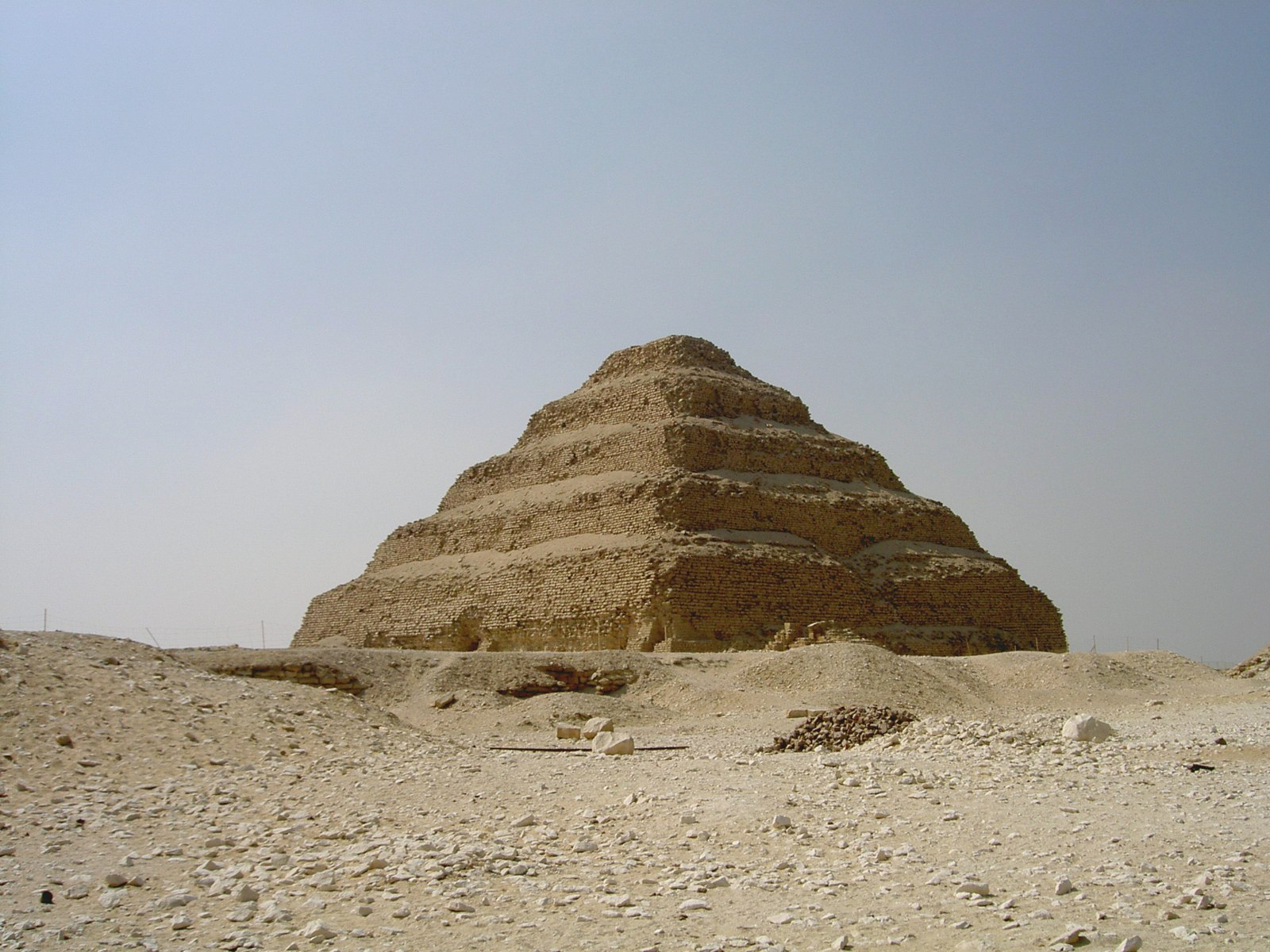
Stupňovitá pyramida v Egyptě

Pro rozvoj architektury ve vlastním slova smyslu je třeba splnit jisté podmínky, jednou z nich je znalost základních početních úkonů a systematické předávání zkušeností. Další nezbytnou podmínkou pro stavby většího významu je nějaká organizace práce, která vyžaduje alespoň základní znalost písma. První rozvinuté architektonické myšlenky se tak objevily ve 3. tisíciletí př. n. l. v sumerské architektuře a krátce na to i v architektuře starověkého Egypta. Obě tyto architektury vznikly nezávisle na sobě, používaly přírodní materiály a objevily základní rozdělení na stavby profánní (světské) a stavby sakrální. Přestože Sumerská architektura měla výrazně kratší trvání, ovlivnila svým pojetím další starověké říše (Babylon, Perská říše). Protože ke stavění používala především cihel (často i nepálených), které byly spojovány zpravidla asfaltem, zachovalo se z ní velmi málo památek, zpravidla ve velmi špatném stavu. Přesto si lze udělat základní představy o tehdejší architektuře. Sumerská architektura neznala plán. Půdorys nasvědčuje faktu, že stavby byly dostavovány náhodně podle potřeby. Naopak na východiska starověkého Egypta prakticky nikdo nenavázal, ačkoli pozdější egyptská architektura měla patrně vliv na architekturu Řeckou, ale díky kamenným stavbám se zachovalo značné množství památek. Egyptská architektura byla orientována především na stavby náboženského charakteru. Dominantním prvkem zde byl hrob, který prošel poměrně složitým vývojem od mastab k pyramidám. Mimo pyramid se proslavily také skalní hroby. Ačkoli Egypťané stavěli monumentální chrámy, pracovali s poměrně primitivními metodami, neznali klenbu, nepoužívali přesný plán a neznali rozpočet. Neznalost rozpočtu pro ně však nebyla příliš omezující, protože panovník měl téměř neomezený zdroj levné anebo bezplatné pracovní síly.
Zcela mimo evropský vývoj stojí indická a čínská architektura, které však svým pojetím ovlivnily asijskou architekturu. Tyto architektury vycházejí  z tamějších náboženských a klimatických podmínek, které v některých ohledech byly výrazně jiné, než podmínky evropské.

## Architektura starověkého Řecka

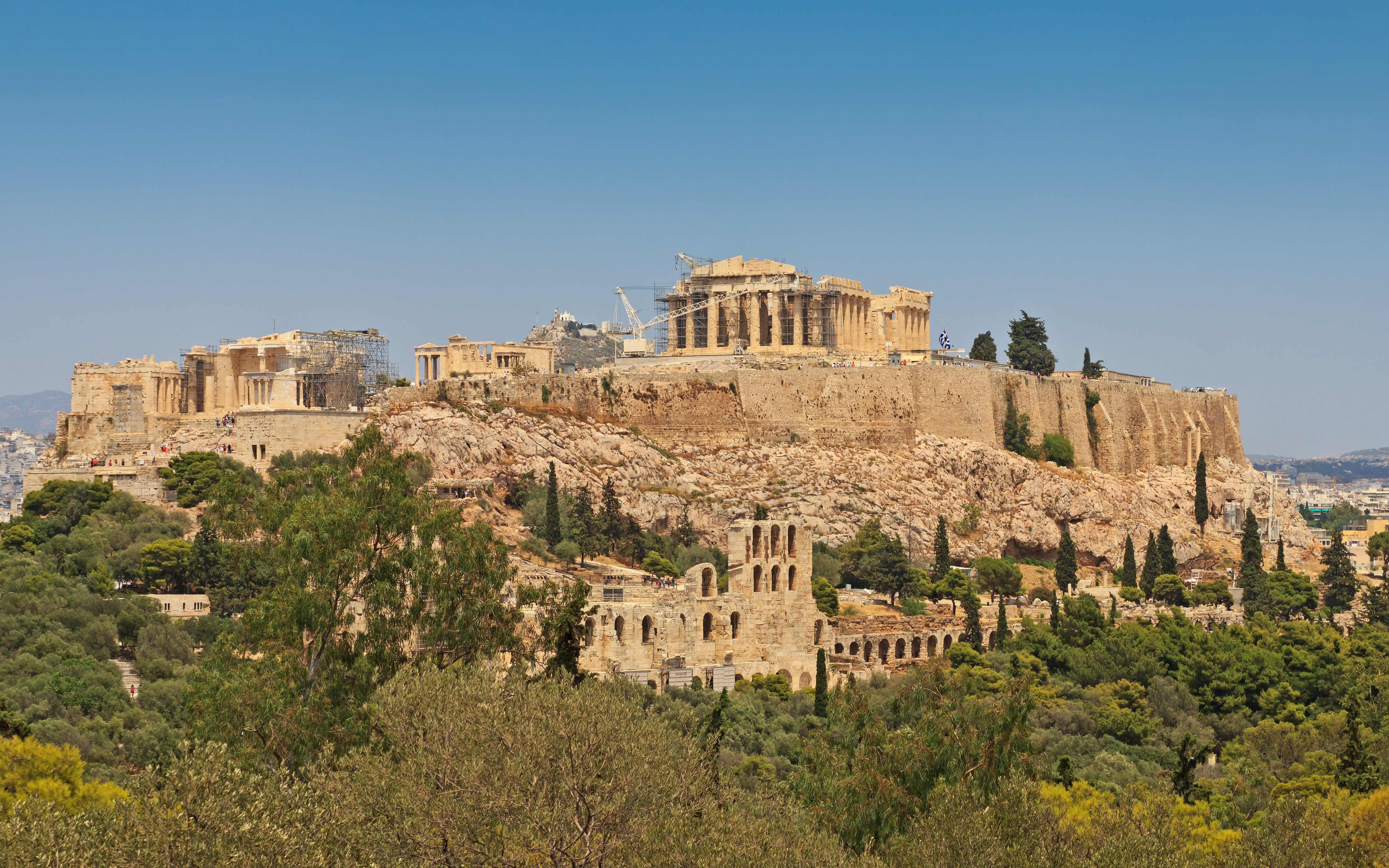
Akropolis, Athény

Klasická řecká architektura, tak jak je známa vznikla v 8. století př. n. l. navazujíc na prvky mykénské a egyptské architektury. S těmito vlivy Řekové spojili vlastní tradiční architekturu a dali tak základ architektuře, která ovlivnila evropské myšlení na velmi dlouhou dobu. V 7. století př. n. l. se ve starověkém Řecku postupně u staveb sakrálního charakteru prosadila jistá výstavnost, použití honosných materiálů (kámen, později mramor) a nakonec Řekové vytvořili několik jednotných stylů. V průběhu 6. století př. n. l. Řekové objevili i větší část svých konstrukčních metod, které sice rozvíjeli, ale nadále je neměli potřebu měnit. V tomto století také dokončili vývoj architrávového systému.
Řekové stavěli opracované kameny bez jakékoliv pojící hmoty a spoléhali tak čistě na váhu kamenných bloků. Stavba probíhala tak, že jednotlivé bloky prošly konečnou zarovnávací úpravou až po dokončení stavby, stejně tak sloupy byly kanelovány až po vztyčení. Tato metoda zabránila nežádoucímu poškození při přepravě či stavbě. Samotný chrám stál na podstavci, měl obdélníkový půdorys (zpravidla v poměru stran přibližně 1:2). Střecha stála na sloupech a na užších stranách tak vznikaly dva štíty. Střešní krytina byla z tašek z pálené hlíny. Stavebním materiálem byl pro takovéto stavby zpravidla mramor. V 5. století byl postaven nejvýznačnější chrám, jaký Řekové postavili - Parthenón.
Ve 4. století př. n. l. se Řekové soustředili i na profánní stavby. Obecně se soudí, že tento posun v zájmu nastal v Athénách, které potřebovaly centralizovat byrokratický aparát. Souběžně s rozvojem staveb pro byrokratické účely se začaly stavět divadla a od 3. století př. n. l. se rozvíjela i architektura obytného domu, která vedla k výstavbě skutečně luxusních sídel.
Největší problémy, které provázely řeckou architekturu byly s přepravou a ekonomického rázu.
Moderní historici architektury se domnívají, že drtivá většina řeckých staveb byla postavena bez plánů a podrobného rozkreslování. Právě neznalost plánů vedla k jisté uniformitě staveb, neboť tak bylo jednodušší předávat zkušenosti. Provádění výpočtů až na místě, vedlo k častému předimenzování staveb, které způsobovalo ekonomickou neefektivitu.

## Architektura starověkého Říma

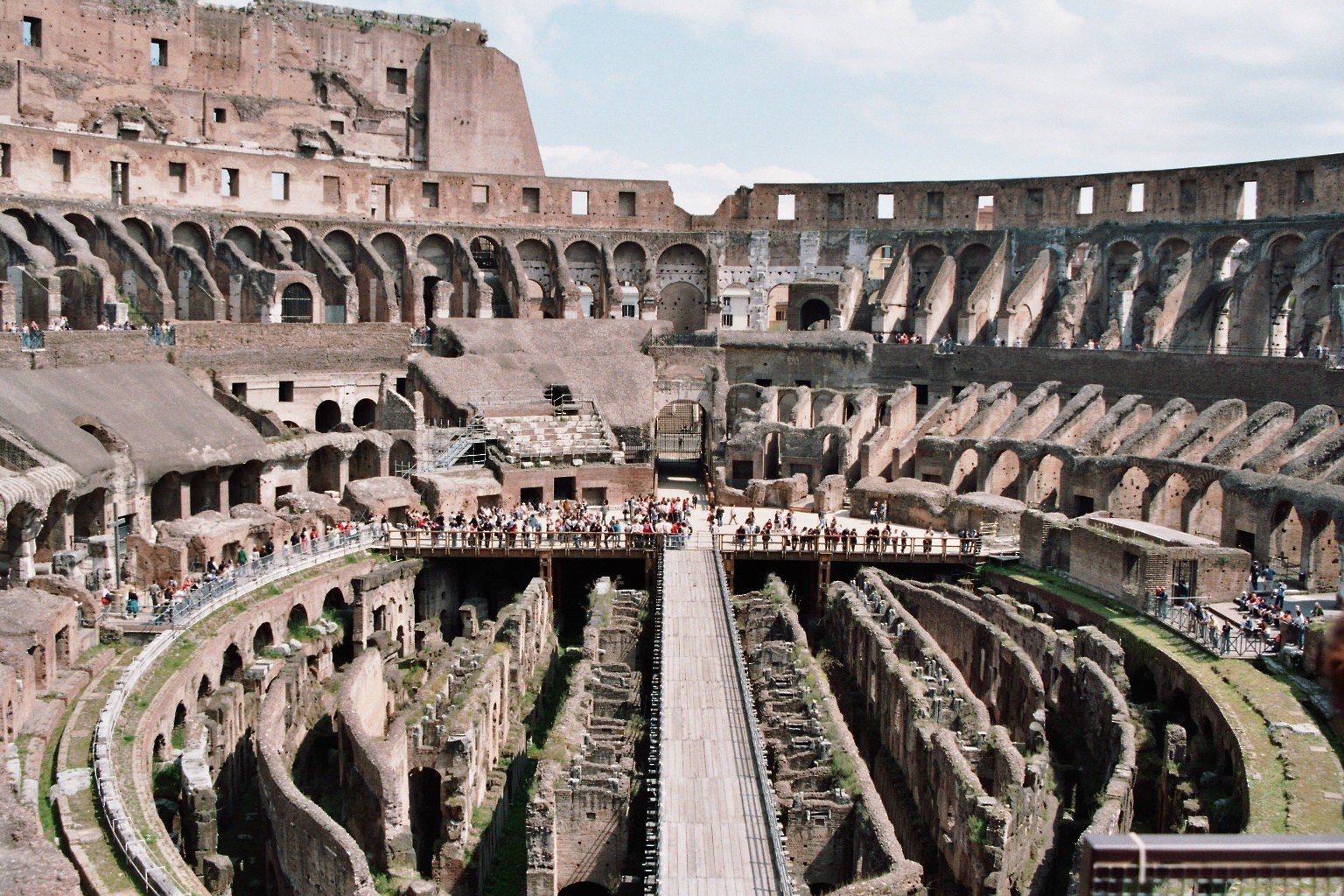
Koloseum v Římě

Římané vyšli z řecké architektury, kterou však přizpůsobili svým potřebám a obohatili ji o nové stavební prvky. Tím spojili obloukový systém Etrusků a architrávový systém starověkého Řecka. Uvažování Římanů vedlo ke směřování architektury k účelnosti. Architektura tak často splývala s inženýrstvím a byla využívána k vojenským účelům. Do této kategorie patří např. stavby cest, které umožňovaly rychlý přesun vojsk. Další stavby, které proslavily římskou architekturu byly vodovody. Tyto velké projekty vedly k rozvoji vyměřování. Jelikož stavby byly často stavěny z veřejných prostředků, bylo nutno provádět nejen plánování, ale i rozpočetnictví staveb. Tyto stavby nutně potřebovaly mosty, proto Římané rozvinuli původní řecké a etruské myšlenky oblouk a objevili tzv. římský oblouk. Pro tyto strategické stavby nalezli Římané vhodný stavební materiál, kterým se stal beton. Objev betonu a principu bednění jim umožnil stavět pevnější zdi, díky čemuž se mohli pustit do rozsáhlejších staveb. Pro takové stavby bylo potřeba najít vhodný způsob zastřešení a roznesení váhy, což umožnil objev tzv. římské klenby.
Dalším prvkem, který se objevil v architektuře díky Římanům je urbanistický plán měst. Většina římských měst (vyjma Říma) a vojenských táborů byla postavena podle jednotného vzoru s tvorbou centrálních fór, vodovodních rozvodů s ideou pravoúhlých ulic. Velikost takovýchto věcí byla podřízena normám, které byly podřízeny vojenským účelům.
Náboženské pojetí bylo velmi podobné řeckému, přesto i zde bývaly použity architektonické objevy, což umožnilo čerpat z řecké architektury. Půdorys římských chrámu je tak od klasicky obdélníkového až po kruhový. Římané také rozvinuli myšlenku baziliky, která se stala základem křesťanského chrámu.
Největší vzestup římské architektury nastal v době vlády císaře Augusta, tento rozvoj pokračoval až do 3. století, kdy je na římské architektuře patrná nastupující krize.
Divadla napodobovala řecká divadla, jejich schopnosti jim umožnily základní myšlenky řeckého divadla rozvinout.
Římské pohřebnictví nebylo jednotné, zajímavostí jsou podzemní klenuté komory, které byly předchůdci katakomb.
Římskou architektonickou zvláštností jsou tzv. vítězné oblouky, což jsou vlastně brány vybudované ke slavnostnímu vjezdu vracejících se vítězů.

## Raně křesťanská architektura
Ve 4. století došlo k obecnému přijetí křesťanství, což vedlo k velkým společenským změnám. Přestože křesťanská architektura vycházela z římské, byla potřeba řada podstatných změn, neboť křesťanství kladlo úplně jiné požadavky na uctívání Boha (do roku 313, kdy vyšel edikt milánský se křesťané scházeli v soukromých domech). K tomuto účelu se nejlépe hodila římská bazilika, která se nejprve prosadila v obou částech říše. Pro takové stavby byla typická východně orientovaná apsida a značné množství světla, které do baziliky pronikalo velkým množstvím oken. Dalším prvkem který přineslo křesťanství byl rozvoj katakomby.
Pád západořímské říše, způsobil konec centralizované moci, reálnou moc držela řada králů a biskupů, kteří však neměli dostatek prostředků na skutečně výstavní a průlomové stavby. Tím se architektura stala architekturou kostelů a v západní Evropě se z tohoto období zachovalo velmi málo staveb. Výrazně větší význam měla architektura v byzantské říši, kde vznikla řada opravdu významných staveb, které dále rozvíjely římské zkušenosti. Zde se od 5. století rozvinul nový sloh.

## Byzantská architektura

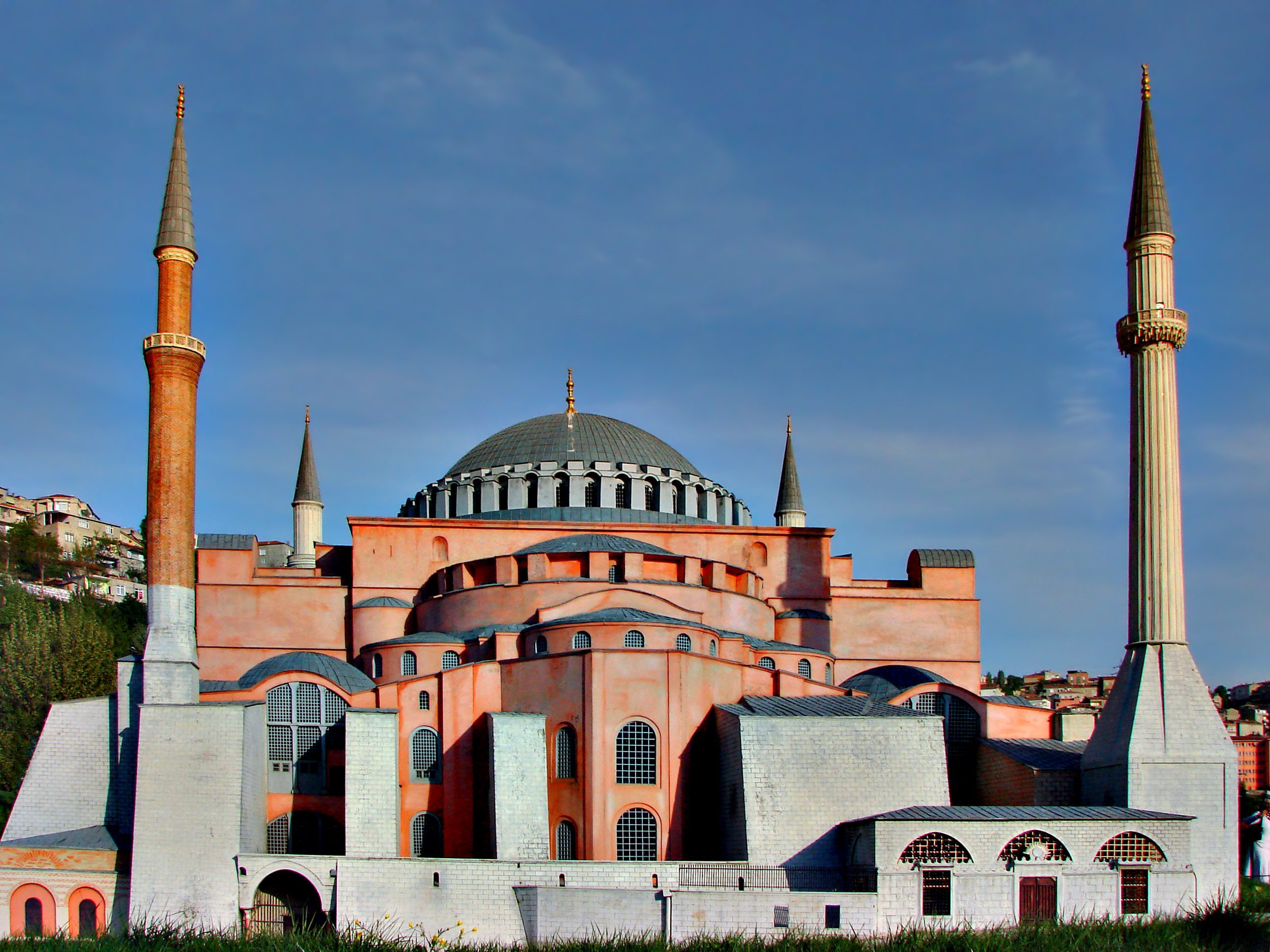
Ukázka byzantské architektury Hagia Sofia v Istanbulu

Jedná se o styl staveb, který se prosadil v byzantské říši a následně ovlivnil celou orientální a islámskou architekturu a východiska v ní hledala i ruská architektura. Samotný styl navázal na myšlenky římské a raně křesťanské architektury. Vznik tohoto stylu lze zařadit na konec 5. století a jeho základní prvky se udržely až do 15. století.
Plán chrámu tak postupně opustil obdélníkovou formu a přerostl v obrazec osmiúhelníku anebo řeckého kříže. Hlavní prostor byl kryt kupolí, kterou neslo osm nebo čtyři pilířů. Výzdoba se soustředila především na mozaiky, které často byly z drahých materiálů.
Stavbou která ovlivnila toto období je chrám Hagia Sofia v Istanbulu.

## Karolínská architektura
Časové vymezení tohoto období je poměrně nejednoznačné, v principu lze jeho počátky najít již v 6. století a jeho konec až v 10. století. Hlavní myšlenkou tohoto období byla myšlenka obnovy císařství - renovatio. Vůdčí silou Evropy se stali Karlovci, politika této dynastie se odrazila i v architektuře, kde se církevní stavby staly cíleně impozantní. Tento rozvoj umožnilo nové pojetí mnišských řádů, kde se jednotliví mniši začali spojovat a nevyhledávat samotu. Druhým důležitým faktorem byla politická potřeba Karlovců vymezit se vůči byzantské říši. Dochovaných památek z tohoto období je minimum, přesto je patrné, že architektura bývalé východořímské říše a bývalé západořímské říše se zcela rozešly. Zatímco byzantská architektura rozvíjí motivy předchozího období a díky centralizované moci mohla v tomto období stavět honosné stavby, tak evropská architektura se vrací spíše k římské architektuře, kterou upravovali pro své potřeby.

## Románský sloh

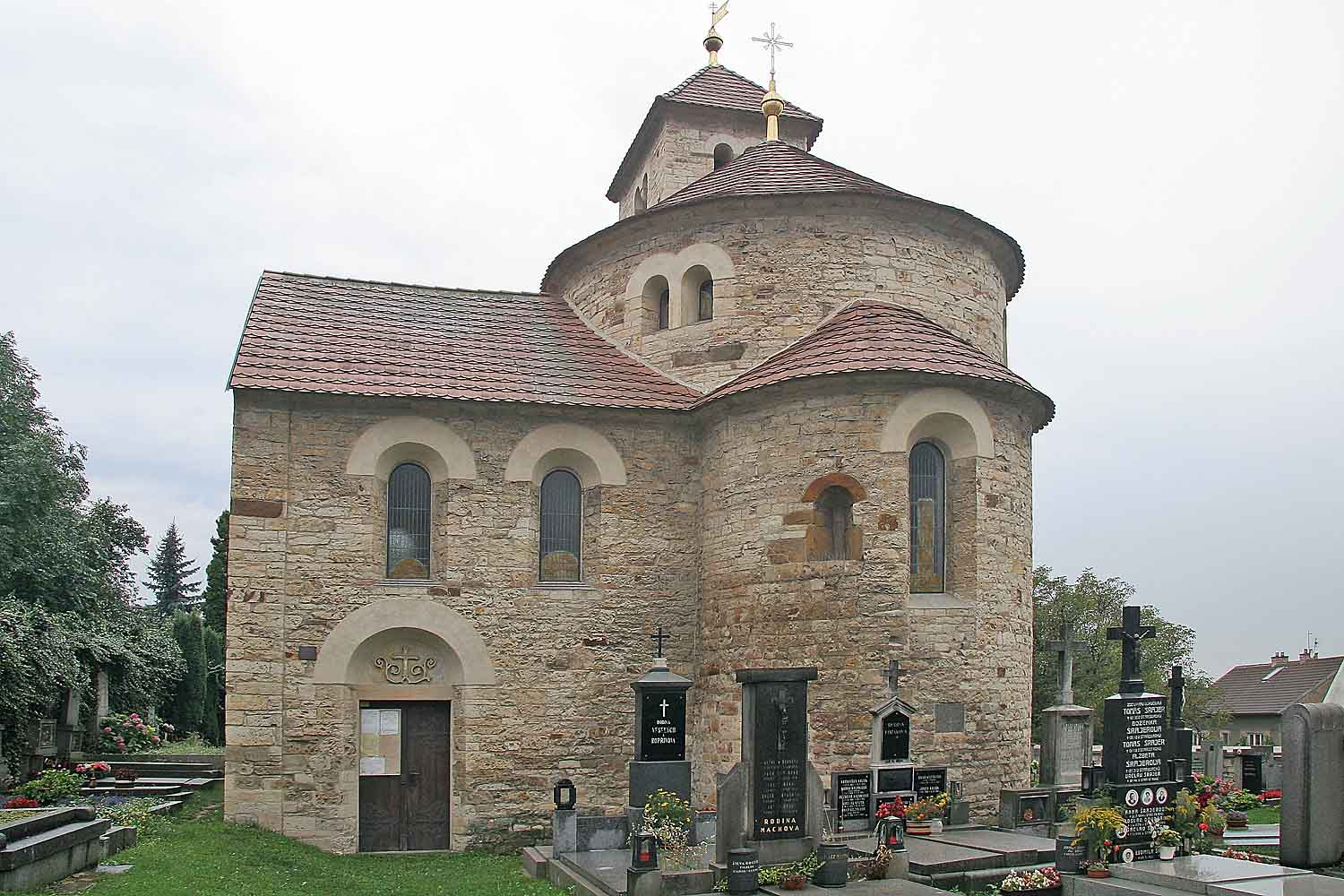
Ukázka románské architektury, Rotunda Svaté Magdaleny v Přední Kopanině

Koncem 9. století se začaly zažité postupy pomalu měnit a vznikl tzv. Románský sloh, který stále stojí na antických základech a principech. V 10. století se tento styl prosadil a zůstal neměnný až do 12. století. Základem křesťanských staveb zůstala bazilika, což sice znemožnilo změnu dispozice, ale postupně se změnilo její architektonické pojetí. Hlavní loď je oddělena pilíři, prosazuje se křížová klenba a postupně se objevuje i kupole. Novým architektonickým prvkem je krypta a postupně se objevují nové sloupy, u nichž je využito krychlového tvaru. Důležitým znakem románských staveb je bohatě členěný obrys a to, že dochází k dekorativnímu členění zdí. Postupně se objevuje výzdoba. Největší změny doznala okna, která se postupně zvětšila, začala se používat i okrouhlá okna, u nichž se začalo využívat tzv. špalet. Dveře a vchody byly zpravidla bohatě zdobeny a byly umístěny proti oltáři.
Tento sloh však nelze považovat za čistě církevní, byly v něm stavěny i měšťanské domy a šlechtická sídla (hrady), které však kopírovaly myšlenky obsažené v církevních stavbách.
Ve druhé polovině 12. století do románské architektury postupně pronikaly nové myšlenky, které nakonec vedly ke vzniku nového slohu. V této době vznikla řada památek které jsou sice ještě románskými stavbami, ale objevují se v nich již znaky gotiky.

## Gotická architektura

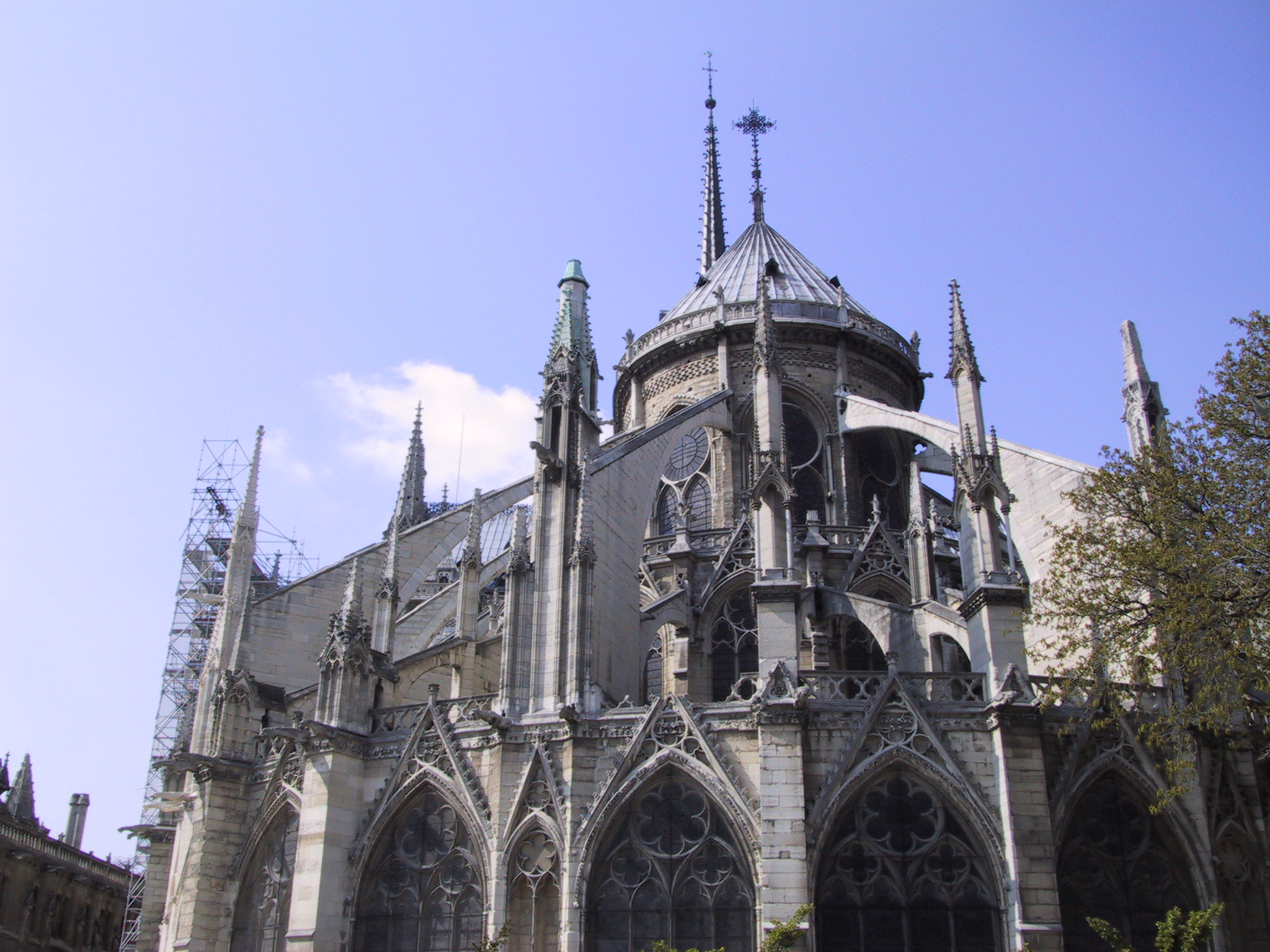
Ukázka gotické architektury, Paříž Notre Dame

Ve druhé polovině 12. století se románská architektura začala postupně měnit na architekturu gotickou. Tuto změnu lze nejprve pozorovat ve Francii, odkud se nové architektonické myšlenky šířily dále. Gotika je jeden z mála evropských slohů, jehož architektonická řešení nemají kořeny v antice. Je třeba si uvědomit, že nevznikla plánovitě, ale postupným vývojem, kdy se architekti církevních staveb začali pokoušet o komplexnější pohled. Zároveň je patrné, že se v tomto slohu odráží i pevné postavení církve, která se stala základem evropského myšlení. Zpočátku gotika nepřinášela mnoho nových stavebních nápadů, převzala ideu klenuté baziliky i jiná řešení románské architektury. Novým prvkem, který se ukázal jako zásadní řešení mnoha problémů byl lomený oblouk, který umožnil pojmout stavbu zcela odlišně, neboť jeho využívání umožňuje dát stavbám nový rozměr. Lomený oblouk totiž nenese vodorovnou váhu. Snaze o lehkost se přizpůsobila i práce s klenbou, která se rozdělovala do více ploch a její váhu nesly často pilíře, čímž se mohla odbourat masivní zeď. Díky těmto objevům mohla být výrazně zvětšena okna, která byla vysoká až několik metrů.
Půdorys gotických chrámů sice zůstal v podstatě bazilikou, ale díky různým provedením to často není příliš patrné. Vznikaly tak chrámy až o pěti lodích. Výraznou změnou bylo i odbourání krypty.
Typickým znakem gotiky je příkrá střecha doplněná chrliči fantaskních tvarů. Dalším znakem jsou čtyřboké věže, které jsou v rozích zesílené pomocí pilířů. Podél své výšky jsou děleny na jednotlivá patra.
Ve světské architektuře se gotika projevila nejen u reprezentativních budov, ale i v měšťanské architektuře, kde se stavěly několikapodlažní budovy se štítem do ulice.

## Renesanční architektura

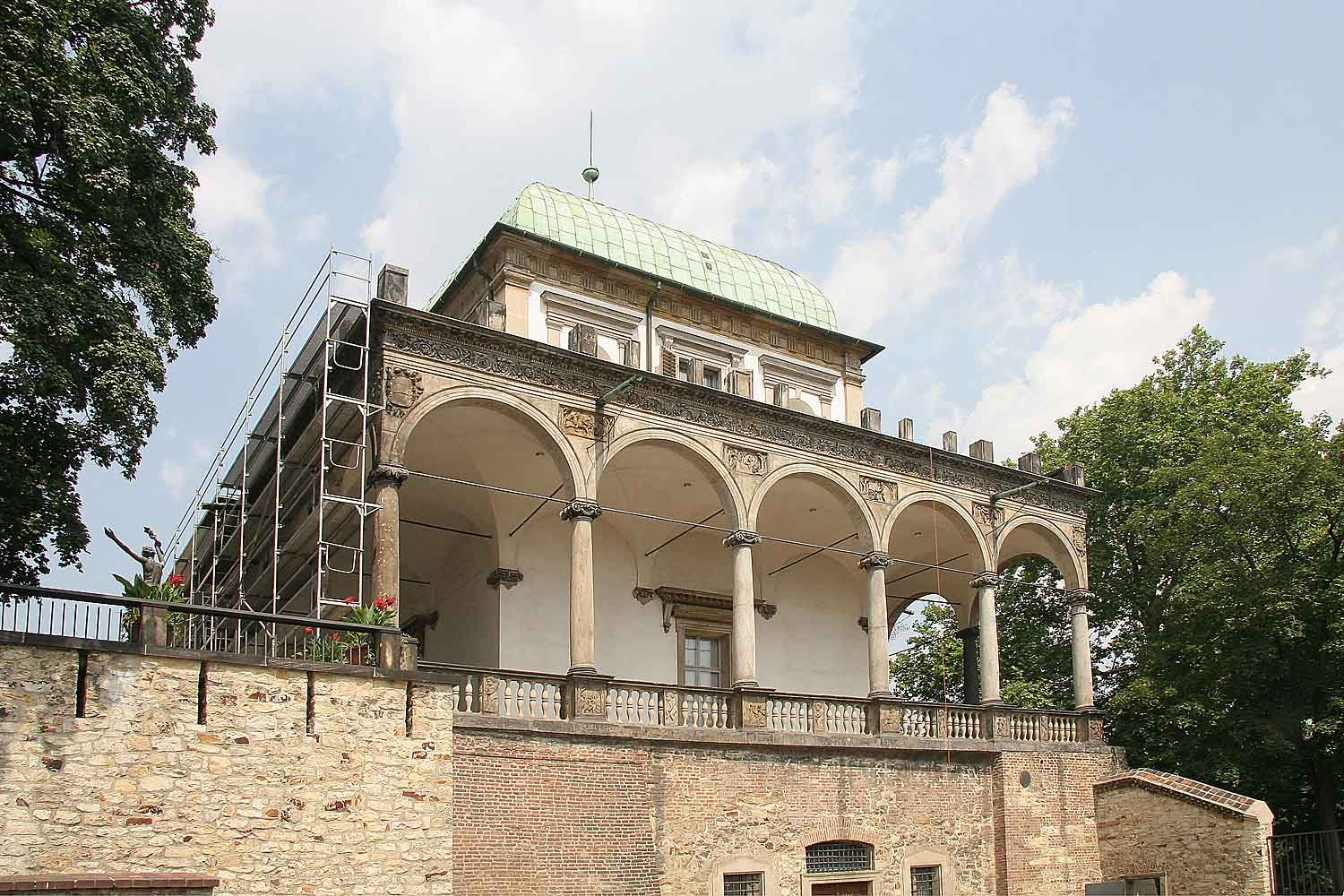
Ukázka renesanční architektury, Letohrádek královny Anny v královské zahradě na Pražském hradě

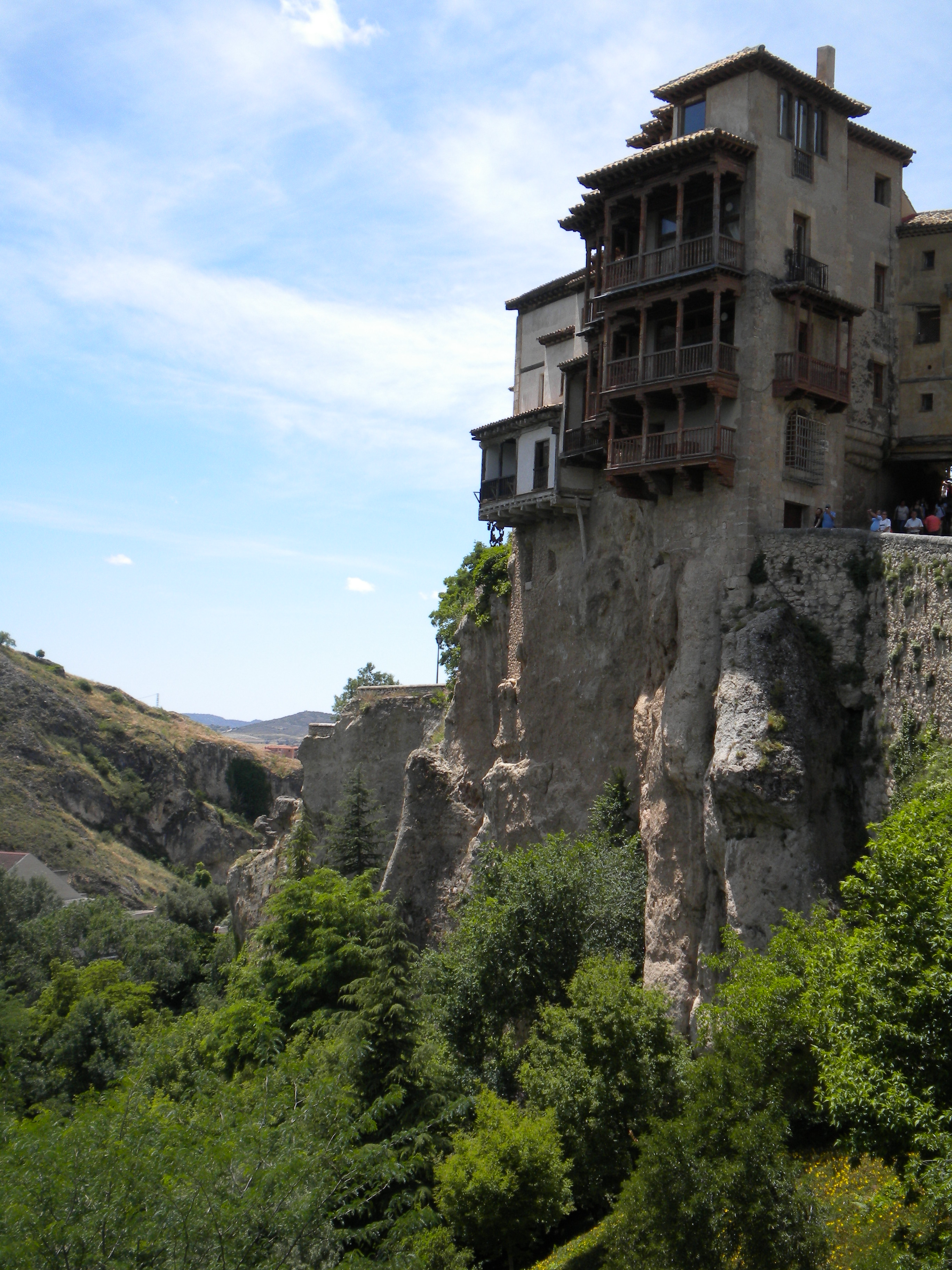
Cuenca, Španělsko.

Počátkem 14. století se postupně začal gotický řád uvolňovat a kolem roku 1420 se v Itálii začal prosazovat nový myšlenkový proud, který se odrazil i v architektuře. Základní myšlenkou tohoto stylu byl návrat k antice. Tato myšlenka nebyla pro architekturu úplně lákavá, protože bylo patrné, že některé architektonické prvky antika neznala, proto se renesance stala architektonickou kompilací antiky a nových myšlenek. Tento styl začal opět pracovat s prostorem a umožnil vyniknout výrazným individualitám. Zvláštností tohoto slohu je, že byl prvním stylem, kde stejně významným investorem jako církev byly soukromé osoby, které si nechaly postavit řadu zámků, paláců, letohrádků, atp.
Renesanční styl neměl úplně ustálenou formu, typickým znakem kromě rozvíjení antických myšlenek je stavba symetrických staveb, oblíbený prvkem jsou kupole. Velmi populární byla obdélníková okna.

## Barokní architektura

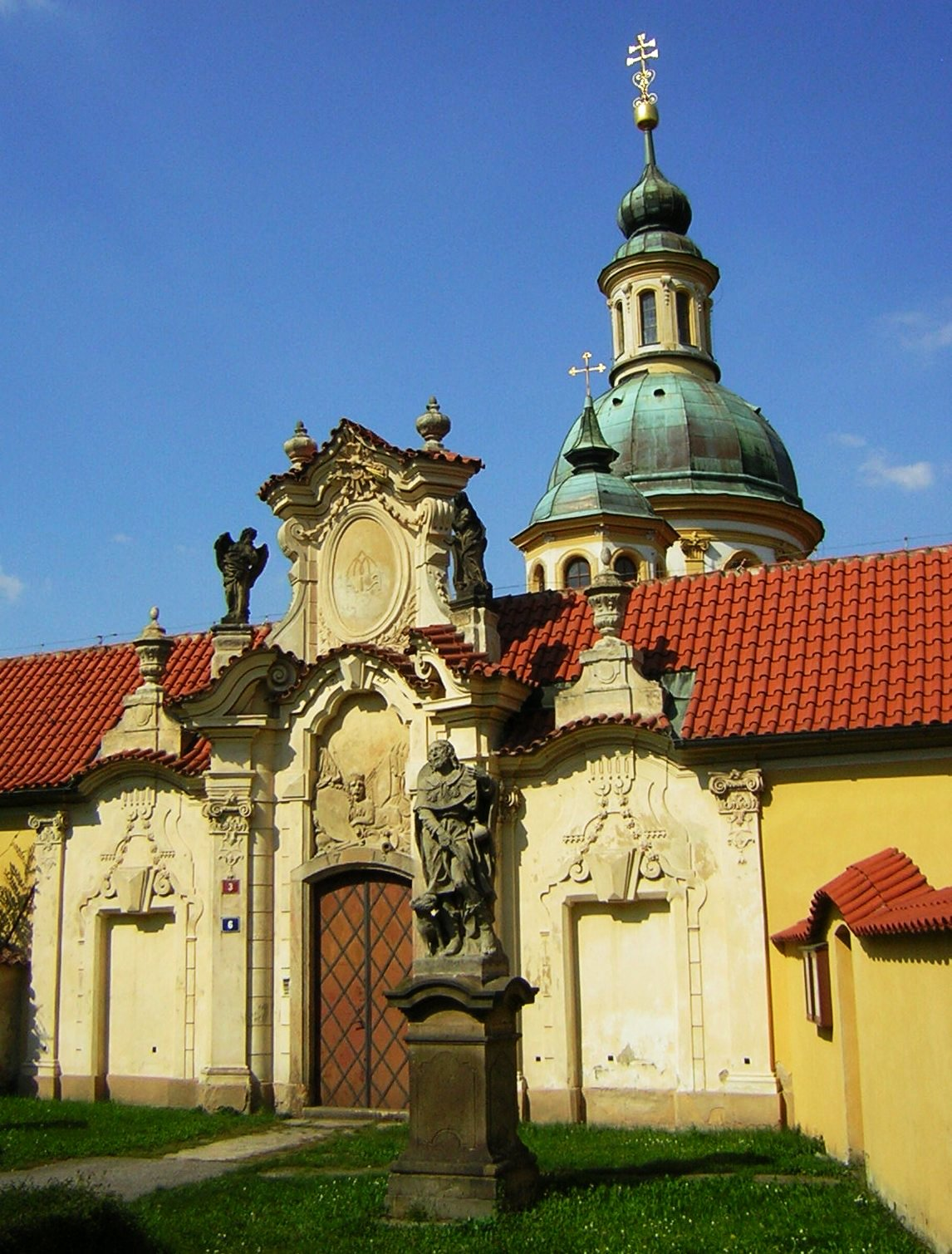
Ukázka barokní architektury, Praha Bílá Hora

Od konce 16. století se pod vlivem náboženských válek ustanovil nový sloh, který byl používán do konce 18. století. V architektuře se téměř vyrovnal poměr mezi sakrálními a profánními stavbami. Jelikož tento sloh také vznikl v Itálii, je na něm patrné ovlivnění antikou a renesancí. Barokní stavby si kladou za cíl ohromit bohatstvím, proto je pro ně typické nadsazení proporcí a efektní perspektiva. Taková snaha vedla k asymetrii staveb, což umožnilo využívat zaoblené tvary, kupole, reprezentativní schodiště, která pak mohou být spojena s typicky antickými prvky. Je třeba si uvědomit, že baroko kladlo důraz na prostor a jeho výzdobu a tomu se podřídila architektura, vznikla tak typická stavba chrámu, který obsahoval chrámovou loď, centrální kupoli a chór.
Na barokní architekturu přímo navázala architektura rokoka, která se rozvinula v průběhu 18. století, právě v pozdním baroku a v rokoku nastal rozvoj architektury, kde byl velký důraz kladen na celkové vnímání stavby. Takový rozvoj vedl k uvolnění forem, což následně umožnilo snažit se stavby zakomponovat do okolního prostředí.

## Architektura v 19. století

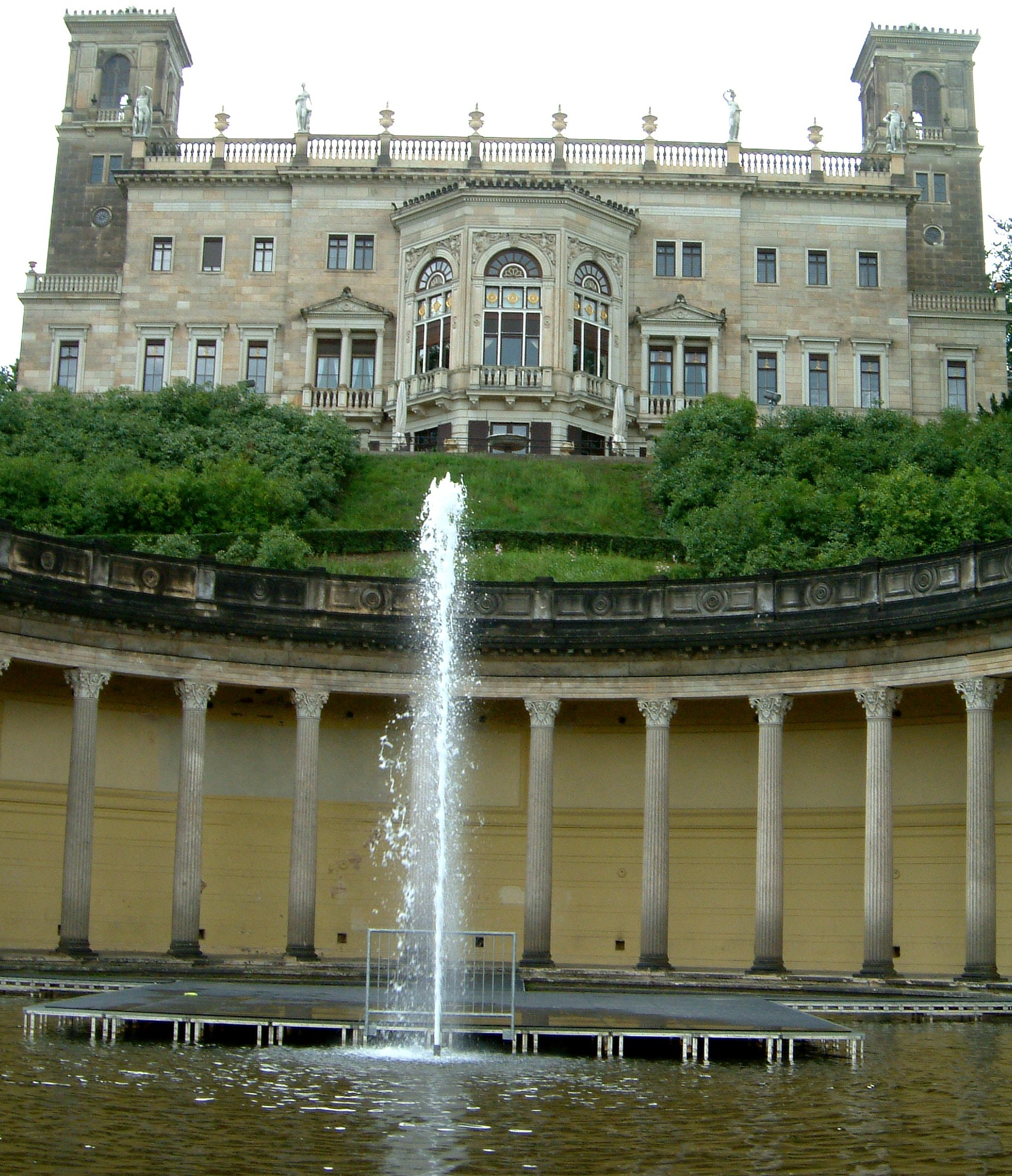
Drážďany

V 19. století skončila slohová jednota nějakého období, protože se prosadilo několik uměleckých a zároveň i architektonických stylů, hovoříme o tzv. klasicismu. V tomto období ustupuje církev a s ní i náboženská architektura do pozadí a výrazně dominantní jsou soukromé stavby. Dominantní tendencí je napodobovat antické a egyptské (empír) stavby. Tento návrat do historie je částečně vysvětlován tím, že společnost procházela obrovskými změnami. Ačkoli tento styl také vychází z antiky, nelze ho považovat za pokračování renesance, naopak ho lze chápat jako zpřetrhání kontinuity evropské architektury zahájené renesancí V tomto období se postupně stále více prosazují nové materiály a technologie, které umožnily nové způsoby řešení některých problémů, to vedlo k rozvoji průmyslu a tím se i objevil nový požadavek na architekturu stavět funkčně a levně. Estetická část díla byla často potlačena na úkor prvních dvou požadavků. To způsobilo, že se inženýrství oddělilo od architektury a každý z těchto oborů se ubírá lehce odlišnou cestou.

## Architektura 20. století

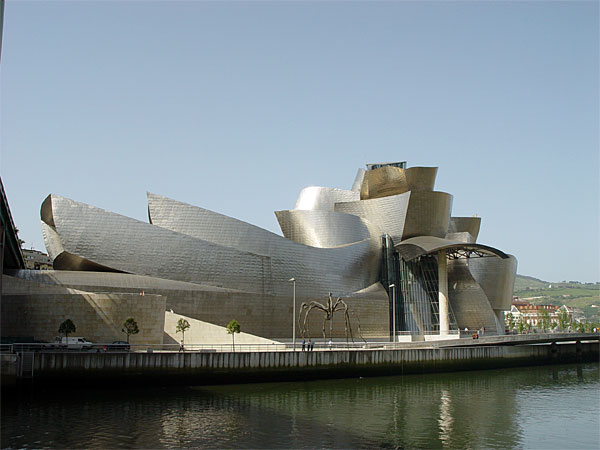
Guggenheim v Bilbau

Architektura 20. století nemá jednotný styl jednotlivé slohy a styly na sebe často nereagují a jsou natolik odlišné, že mezi jednotlivými architektonickými proudy neexistují styčné body. Pro celé 20. století je typická práce s novými materiály (ocel , sklo), které díky svým vlastnostem umožňují hledat nová řešení. Velmi populární byl konstruktivismus, později moderna a následně postmoderna. V socialistickém bloku se rozvinul tzv. socialistický realismus, který se projevil i v architektuře. Specifickým druhem architektury je nacistická architektura rozvinutá zejména ve 30. a 40. letech v Třetí říši a Itálii[zdroj?]. Pro 20. století je typické využívání pravých úhlů, které umožňují efektivněji využít prostor.

## Islámská architektura

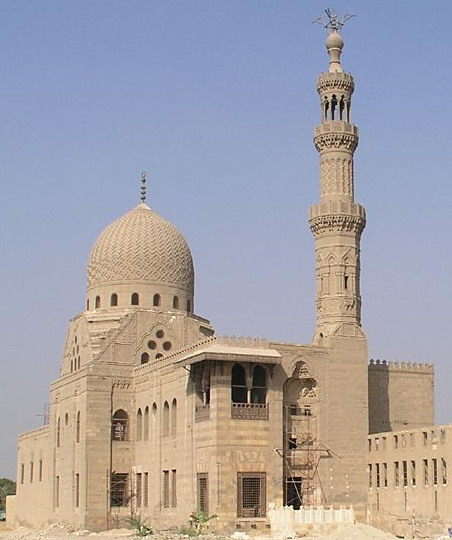
Ukázka islámské architektury

Islámská architektura stojí mimo evropskou architekturu, ačkoli její původní památky jsou ovlivněny byzantskou architekturou a jsou velmi vzdáleny od evropské, neboť vývoj tohoto směru pokračoval bez dalších ovlivnění evropskou architekturou. Islámská architektura začíná zrodem islámu tj. rokem 622. Obecně lze tvrdit, že v ní také byla dominantní nábožensky zaměřená architektura, zároveň i zde platí, že prošla dlouhým vývojem, který byl v mnohém podobný vývoji křesťanské architektury. Vzhledem k tomu, že tato architektura zabírá velký časový úsek i rozsáhlé území nelze vytyčit hlavní používaný materiál ani jinak přesněji vymezit architektonické zvyky této architektury.
Základní stavbou je mešita, kterou tvoří velký dvůr a modlitební síně, střecha je tvořena kupolí. K mešitě bývá připojen i minaret, což je prakticky věž ze které jsou věřící svoláváni k modlitbě. V zásadě lze rozlišit dva typy mešit z nichž první se vyvinul z baziliky zatímco druhý má své vzory v byzantské architektuře.
Druhým typem stavby typickým pro islám je mauzoleum, což je stavba určená k oslavě významných lidí. Mauzoleum se stalo jednou z nejtypičtějších staveb islámské architektury, je to stavba čtvercového půdorysu, kterou kryje kopule. Tyto stavby stojí buď samostatně, nebo jsou součástí rozsáhlejšího komplexu.
Civilní architektura kopírovala vývoj náboženské architektury, jsou známy rozsáhlé paláce, lázně i vojenské stavby (citadela), které mají vzor v náboženských stavbách, proto se na nich setkáme se stejnými prvky a v některých případech není snadné určit účel stavby.